# Saint-Gorgon (Morbihan)
Saint-Gorgon é uma comuna francesa na região administrativa da Bretanha, no departamento Morbihan. Estende-se por uma área de 5,71 km². Em 2010 a comuna tinha 397 habitantes (densidade: 69,5 hab./km²).